# Camphin-en-Pévèle
Camphin-en-Pévèle è un comune francese di 1 860 abitanti situato nel dipartimento del Nord nella regione dell'Alta Francia.

## Società

### Evoluzione demografica
Abitanti censiti

## Sport
È famoso nel mondo del ciclismo in quanto nel suo territorio si trova un dei settori più difficili della Parigi-Roubaix